# Santa Rosa, Mexico City
Santa Rosa är en ort i Mexiko.   Den ligger i kommunen Milpa Alta och delstaten Distrito Federal, i den sydöstra delen av landet, 26 km sydost om huvudstaden Mexico City. Santa Rosa ligger 2 336 meter över havet och antalet invånare är 130.
Terrängen runt Santa Rosa är kuperad åt sydväst, men åt nordost är den platt. Terrängen runt Santa Rosa sluttar norrut. Runt Santa Rosa är det tätbefolkat, med 411 invånare per kvadratkilometer. Närmaste större samhälle är Iztapalapa, 16,1 km norr om Santa Rosa. Trakten runt Santa Rosa består till största delen av jordbruksmark.